# Quinta
Se denomina quinta al intervalo de cinco grados entre dos notas de la escala musical. 
Existen diferentes tipos de quintas:
- Quintas disminuidas: se producen cuando hay tres tonos de distancia entre las dos notas (tritono).
  - Las quintas disminuidas tienen la misma longitud tonal que las cuartas aumentadas.

- Quintas justas: se producen cuando hay tres tonos y un semitono de distancia entre las dos notas.
  - Las quintas justas tienen la misma longitud tonal que las sextas disminuidas.

- Quintas aumentadas: se producen cuando hay cuatro tonos de distancia entre las dos notas.
  - Las quintas aumentadas tienen la misma longitud tonal que las sextas menores.

Después del unísono y la octava, la quinta justa es el intervalo más importante en la armonía tonal. Es altamente consonante. Su implementación en la afinación de temperamento igual es muy precisa, a diferencia, por ejemplo, del intervalo de tercera mayor. Como se explica a continuación, se utiliza para generar el círculo cromático y el ciclo de quintas, y también se usa para afinar los instrumentos de cuerda. Es un intervalo fundamental para los acordes básicos de la armonía tonal.

## Curiosidades
Algunos tratadistas en algunas escuelas musicales utilizan el nombre de quinta mayor para referirse a la quinta justa, pero puede inducir a confusión, y por ello no es muy usado. Análogamente sucede con el nombre de quinta menor, referido para hablar de la quinta disminuida e igualmente dado a confusión. De ahí que en muchos tratados de armonía se use el término de «quinta menor, falsa o disminuida» para hablar de la quinta de solo tres tonos, que constituye un enarmónico de la cuarta aumentada y recibe también el nombre de tritono.
Cuando se utiliza el término quinta, no como intervalo, sino como acorde, se refiere al acorde formado por la fundamental y el quinto grado de la escala (quinta justa ascendente) tocados simultáneamente. Dicho acorde se llama también incompleto, pues carece de la tercera mayor que caracteriza un acorde perfecto mayor o la tercera menor que caracteriza un acorde perfecto menor, por tanto no define la modalidad, aunque sí la tonalidad. Ejemplo de quinta de Do: do-sol (no podríamos saber por tanto si estamos en Do mayor o Do menor).

## Importancia
Después del unísono de relación 1:1, y la octava de relación 2:1, el intervalo de quinta justa de relación 3:2 es la relación de frecuencias más consonante si se atiende a la sencillez, es decir que se forma con los números más bajos posible.  Se atribuye a Pitágoras el estudio mediante el monocordio de las relaciones de frecuencia sencillas como 2:3:4:5 para formar intervalos musicales, que expresó como relaciones de longitud en cuerdas vibrantes y tubos sonoros, ya que la frecuencia sonora de estos es inversamente proporcional a su longitud.
También desde la Grecia clásica se observó que mediante el encadenamiento de quintas puede alcanzarse un número infinito de notas diferentes sin que lleguen nunca a coincidir de nuevo con el unísono o la octava. Son subconjuntos de esta espiral de quintas la escala pentatónica (con 5 notas consecutivas), la diatónica (con 7) y la cromática (con 12).
La práctica común de la música occidental limita el número de notas diferentes a 12; pero dado que doce quintas justas exceden a siete octavas en una coma pitagórica, el círculo solo puede cerrarse si la última quinta (o quinta del lobo) es una coma pitagórica menor que la quinta justa.
Si la reducción de una coma pitagórica se reparte entre las doce quintas, se obtiene una buena aproximación que no tiene quinta del lobo, y que se conoce como sistema temperado o temperamento igual de 12 notas.  La quinta temperada que resulta, es una schisma (la doceava parte de la coma pitagórica, 2 cents) más pequeña que la quinta justa, y tiene exactamente 700 cents porque se compone de 7 semitonos temperados de 100 cents cada uno.
Al continuar extendiendo la espiral de quintas justas, después de 53 quintas se llega a una situación en la que el resultado es muy próximo a 31 octavas. La diferencia se llama coma de Mercator, con 3,6 cents.  Si se reparte la coma de Mercator entre las 53 quintas, se obtiene un sistema temperado de 53 notas por octava, conocido como sistema de Holder. En este sistema, la separación entre dos notas consecutivas cualesquiera es de una coma de Holder, aproximadamente 1/9 de tono, y tanto el tono de 9 comas como el semitono diatónico de 4 comas son casi exactamente iguales a los pitagóricos.
Actualmente la quinta justa se usa para la afinación de todos los instrumentos musicales de afinación libre como los instrumentos de cuerda frotada sin trastes, pero no en los instrumentos de teclado, que por lo general usan la escala temperada.

## Usos
El intervalo de quinta es utilizado especialmente en bajos y acompañamiento para la gran mayoría de instrumentos, pues contiene, sobre la nota fundamental de un tono, la tónica y la dominante, que son las que desempeñan una función tonal más importante. En un fin de frase musical, la quinta (dominante) descansando sobre la fundamental (tónica) se conoce como cadencia perfecta y es la forma más universalmente utilizada de terminar una composición musical con carácter conclusivo.
De tal forma, se llegan a denominar «quintas» a los power chords.
Si un intervalo de quinta es invertido se convierte en una cuarta.